# ليزلي رايت (عازف بيانو)
ليزلي رايت هو عازف بيانو إكوادوري، ولد في 11 أبريل 1938.